# Margalida Estelrich Perelló
Margalida Estelrich Perelló (Artà, 1 de setembre de 1879 – Palma, 1939) fou professora, comediògrafa i poetessa.
Estudià al col·legi Religioses de la Puresa de Maria. Amb 19 anys va ingressar a l'Escola Normal de Mestres de Balears. Als 40 anys va publicar la comèdia Fatelleries. Coverbo de sempre, estrenada per a una càtedra infantil el 26 de febrer de 1919 al teatre del Cercle d'Obrers Catòlics de Palma. El 7 de febrer de 1922 va estrenar la comèdia Pascua florida en una sessió organitzada per les alumnes del col·legi de Nostra Senyora de l'Esperança en benefici de la Congregació de Filles de la Sagrada Família (les vermelletes), al teatre de l'asil del Temple, de Palma. El 27 de desembre de 1928, una càtedra de nines va representar la comedieta còmica en un acte Ses bones festes de n'Aina Maria al Teatre Cine Victòria, de Lloseta. En el volum I Autoras en la historia del teatro español (1500-1994) s'esmenten, també, els diàlegs Conversa Josefina, Flor de junio i Una rondalla, i les comèdies Il pagliaccio Dottore i Rialles i ploraies.
Fou membre de les «Josefines», també anomenades «Obreres de Sant Josep» i en la seva entrega a la seva acció social va escriure poesies, diàlegs, converses, madrigals... per a les vetllades que celebraven. Entre aquestes obres destaca l'himne de les «Josefines» escrit per Estelrich el 1908. Les seves profundes creences religioses la portaren a escriure diverses peces d'aquesta índole entre les quals cal destacar un dels himnes dedicats a la Mare de Déu de Sant Salvador "Beneïda sou Maria" al que posà música el també artanenc mossèn Francesc Esteve Blanes.
Tal vegada "La bovareta", habitual en recitals, sigui una de les seves creacions més conegudes i populars. No falten els que creuen intuir-hi la inflluència de l'obra de Miquel Costa i Llobera, la poesia del qual fou una de les seves lectures preferides.